# Mari Boine
Mari Boine, tidigare Mari Boine Persen, född Mari Boine 8 november 1956 i Gámehisnjárga i Karasjok kommun i Finnmark i Norge, är en samisk sångerska.
Mari Boine sjunger traditionell jojk, men har också förnyat den med element från jazz, rock och folkmusik från många olika kulturer. År 2000 skapade hon tillsammans med poeten Marion Palmer föreställningen MariMarion, en minimusikal som bygger på deras uppväxt inom den samiska kulturen i Finnmark.

## Diskografi
Studioalbum
- 1985 – Jaskatvuođa maŋŋá
- 1989 – Gula Gula
- 1991 – Salmer på veien hjem (med Kari Bremnes och Ole Paus)
- 1992 – Møte i Moskva ("Mari Boine med band Allians")
- 1993 – Goaskinviellja
- 1994 – Leahkastin
- 1998 – Bálvvoslatjna ("Mari Boine Band")
- 2001 – Gávcci jahkejuogu - Eight Seasons
- 2001 – Winter in Moscow (återutgåva av Møte i Moskva från 1992)
- 2006 – Idjagieđas: In the Hand of the Night
- 2009 – Cuovgga Áirras / Sterna Paradisea
- 2017 – See The Woman

Livealbum
- 1996 – Eallin
- 2013 – Gilvve Gollát / Sow Your Gold (med Kringkastingsorkestret)

EP
- 2007 – Vuoi Vuoi Me (Henrik Schwarz Remix) / The Shadow (Kohib Remix) (12" vinyl)

Singlar
- 1994 – "Mielahisvuohta" / "Maid Aiggot Muinna Eallin"
- 2008 – "Elle (Mungolian remix)" / "Elle (original movie version)"

Samlingsalbum
- 1996 – Radiant Warmth
- 2001 – Mari Boine Remixed
- 2008 – It ain't Necessarily Evil – Mari Boine Remixed Vol. II
- 2011 – Áiggi Askkis: An Introduction to Mari Boine

Annat
- 2006 – Exit Cairo (med Bugge Wesseltoft och Malika Makouf Rasmussen)
- 2008 – Kautokeino-opprøret – Music from the Movie (med Inga Juuso)

Mari Boine har också medverkat på andra artisters skivor, såsom Jan Garbarek, Åge Aleksandersen, Guren Hagen och Agnes Buen Garnås.

## Priser och utmärkelser
- 1989 – Spellemannprisen ("Åpen klasse" for Gula Gula)
- 1993 – Gammleng-prisen
- 1993 – Spellemannprisen ("Åpen klasse" for Goaskinviellja)
- 1994 – Nordlysprisen
- 1994 – Brobyggerprisen
- 1996 – Spellemannprisen ("Åpen klasse" for Eallin)
- 2003 – Nordiska rådets musikpris[6]
- 2009 – Riddare av första klassen av Sankt Olavs Orden för sin konstnärliga mångfald[7]
- 2009 – Norsk kulturråds ærespris på 500 000 norska kronor
- 2017 – Spellemannprisen ("Hederspris")[8][9]
- 2018 – Ledamot av Kungliga Musikaliska Akademien